# Cerithium
Cerithium is een geslacht van Gastropoda, dat fossiel bekend is vanaf het Jura. Tegenwoordig bestaan er nog enkele soorten van dit geslacht.

## Beschrijving
Deze buikpotige heeft een hoge, spiraalgewonden schaal met veel windingen, die vaak torenvormig en rijk versierd zijn. De hoogte van de schaal bedraagt circa 7,5 centimeter.

## Soorten
- Cerithium abditum Houbrick, 1992
- Cerithium adustum Kiener, 1841
- Cerithium africanum Houbrick, 1992
- Cerithium albolineatum Bozzetti, 2008
- Cerithium alucastrum (Brocchi, 1814)
- Cerithium alutaceum (Gould, 1861)
- Cerithium amirantium E. A. Smith, 1884
- Cerithium atratum (Born, 1778)
- Cerithium atromarginatum Dautzenberg & Bouge, 1933
- Cerithium balletoni Cecalupo, 2009
- Cerithium balteatum Philippi, 1848
- Cerithium bayeri (Petuch, 2001)
- Cerithium boeticum Pease, 1860
- Cerithium browni (Bartsch, 1928)
- Cerithium buzzurroi Cecalupo, 2005
- Cerithium caeruleum G. B. Sowerby II, 1855
- Cerithium calculosum Basterot, 1825 †
- Cerithium cecalupoi Cossignani, 2004
- Cerithium citrinum G. B. Sowerby II, 1855
- Cerithium claviforme Schepman, 1907
- Cerithium columna G. B. Sowerby I, 1834
- Cerithium coralium Kiener, 1841
- Cerithium crassilabrum F. Krauss, 1848
- Cerithium dialeucum Philippi, 1849
- Cerithium eburneum Bruguière, 1792
- Cerithium echinatum Lamarck, 1822
- Cerithium egenum Gould, 1849
- Cerithium excavatum Brongniart in Cuvier & Brongniart, 1822 †
- Cerithium flemischi K. Martin, 1933
- Cerithium gallapaginis A. Adams in G. B. Sowerby II, 1855
- Cerithium gemmatum Hinds, 1844
- Cerithium gloriosum Houbrick, 1992
- Cerithium guinaicum Philippi, 1849
- Cerithium ianthinum Gould, 1849
- Cerithium interstriatum G. B. Sowerby II, 1855
- Cerithium ivani Cecalupo, 2008
- Cerithium kreukelorum van Gemert, 2012
- Cerithium leptocharactum Rehder, 1980
- Cerithium lifuense Melvill & Standen, 1895
- Cerithium lindae Petuch, 1987
- Cerithium lissum R. B. Watson, 1880
- Cerithium litteratum (Born, 1778)
- Cerithium lividulum Risso, 1826
- Cerithium lutosum Menke, 1828
- Cerithium maculosum Kiener, 1841
- Cerithium madreporicola Jousseaume, 1931 †
- Cerithium mangrovum Q.-M. Sun & S.-P. Zhang, 2014
- Cerithium matukense R. B. Watson, 1880
- Cerithium mediolaeve Carpenter, 1857
- Cerithium menkei Carpenter, 1857
- Cerithium miocanariensis Martín-González & Vera-Peláez, 2018 †
- Cerithium munitum G. B. Sowerby II, 1855
- Cerithium muscarum Say, 1832
- Cerithium nesioticum Pilsbry & Vanatta, 1906
- Cerithium nicaraguense Pilsbry & H. N. Lowe, 1932
- Cerithium nodulosum Bruguière, 1792
- Cerithium novaehollandiae G. B. Sowerby II, 1855
- Cerithium ophioderma (Habe, 1968)
- Cerithium pacificum Houbrick, 1992
- Cerithium phoxum R. B. Watson, 1880
- Cerithium placidum Gould, 1861
- Cerithium protractum Bivona Ant. in Bivona And., 1838
- Cerithium punctatum Bruguière, 1792
- Cerithium rehderi Houbrick, 1992
- Cerithium renovatum Monterosato, 1884
- Cerithium repandum Monterosato, 1878
- Cerithium rostratum A. Adams in G. B. Sowerby II, 1855
- Cerithium rueppelli Philippi, 1848
- Cerithium rufonodulosum E. A. Smith, 1901 †
- Cerithium salebrosum G. B. Sowerby II, 1855
- Cerithium scabridum Philippi, 1848
- Cerithium scobiniforme Houbrick, 1992
- Cerithium stercusmuscarum Valenciennes, 1832
- Cerithium subscalatum Pilsbry, 1904
- Cerithium taeniagranulosum Lozouet, 1999 †
- Cerithium tenellum G. B. Sowerby II, 1855
- Cerithium torresi E. A. Smith, 1884
- Cerithium torulosum (Linnaeus, 1767)
- Cerithium traillii G. B. Sowerby II, 1855
- Cerithium trochleare Lamarck, 1804 †
- Cerithium uncinatum (Gmelin, 1791)
- Cerithium variegatum (Kuroda & Habe, 1971)
- Cerithium vulgatum Bruguière, 1792
- Cerithium zebrum Kiener, 1841
- Cerithium zonatum (W. Wood, 1828)

### Taxon inquirendum
- Cerithium brongnarti Maravigna, 1840
- Cerithium cecillii Philippi, 1849
- Cerithium exiguum Philippi, 1845
- Cerithium fallacies Jousseaume, 1931
- Cerithium foveolatum G. B. Sowerby III, 1892
- Cerithium fremonti Hall, 1845 †
- Cerithium shoplandi Melvill, 1901
- Cerithium subreticulatum Dunker, 1860
- Cerithium turritella Anton, 1838

### Nomen dubium
- Cerithium ferrugineum Bruguière, 1792
- Cerithium planum Anton, 1838
- Cerithium radix Dufo, 1840
- Cerithium ravidum Philippi, 1849
- Cerithium tuberculatum (Linnaeus, 1767)
- Cerithium virgatum Montfort, 1810

### Synoniemen
- Cerithium (Vertagus) articulatum A. Adams & Reeve, 1850 => Rhinoclavis articulata (A. Adams & Reeve, 1850)
- Cerithium (Vertagus) bituberculatum (G. B. Sowerby II, 1866) => Rhinoclavis bituberculata (G. B. Sowerby II, 1866)
- Cerithium (Vertagus) pulchrum A. Adams in G. B. Sowerby II, 1855 => Rhinoclavis brettinghami Cernohorsky, 1974
- Cerithium (Vertagus) semigranosum Lamarck, 1822 => Rhinoclavis bituberculata (G. B. Sowerby II, 1866)
- Cerithium (Vertagus) sowerbyi Kiener, 1841 => Pseudovertagus phylarchus (Iredale, 1929)
- Cerithium (Vertagus) stercusmuscarum Mörch, 1876 => Cerithium muscarum Say, 1832
- Cerithium (Vertagus) taeniatum Quoy & Gaimard, 1834 => Clavocerithium (Indocerithium) taeniatum (Quoy & Gaimard, 1834)
- Cerithium abruptum Watson, 1880 => Metaxia abrupta (Watson, 1880)
- Cerithium acicula Brusina, 1865 => Cerithiopsis tubercularis (Montagu, 1803)
- Cerithium acutinodulosum E. A. Smith, 1884 => Rhinoclavis articulata (A. Adams & Reeve, 1850)
- Cerithium acutum Hombron & Jacquinot, 1848 => Clypeomorus brevis (Quoy & Gaimard, 1834)
- Cerithium adamsii H. C. Lea, 1845 => Seila adamsii (H. C. Lea, 1845)
- Cerithium aduncum Gould, 1849 => Clypeomorus adunca (Gould, 1849)
- Cerithium alabastrum Mörch, 1876 => Cerithium lutosum Menke, 1828
- Cerithium alatum Philippi, 1849 => Pirenella alata (Philippi, 1849)
- Cerithium albovittatum C. B. Adams, 1850 => Cerithiopsis albovittata (C. B. Adams, 1850)
- Cerithium algicola C. B. Adams, 1845 => Cerithium eburneum Bruguière, 1792
- Cerithium alternatum G. B. Sowerby II, 1855 => Cerithium zonatum (W. Wood, 1828)
- Cerithium alternatum Hutton, 1873 => Batillaria australis (Quoy & Gaimard, 1834)
- Cerithium aluchensis Brusina, 1870 => Cerithium vulgatum Bruguière, 1792
- Cerithium amabile Bayle, 1880 => Cerithiopsis amabilis (Bayle, 1880)
- Cerithium angulosum Lamarck, 1804 † => Varicipotamides angulosus (Lamarck, 1804) †
- Cerithium angustissimum Forbes, 1844 => Metaxia metaxa(Delle Chiaje, 1828)
- Cerithium angustum Anton, 1838 => Cerithium litteratum (Born, 1778)
- Cerithium arcticum Mörch, 1857 => Eumetula arctica (Mörch, 1857)
- Cerithium armatum Philippi, 1848 => Cerithium lifuense Melvill & Standen, 1895
- Cerithium articulatum A. Adams & Reeve, 1850 => Rhinoclavis articulata(A. Adams & Reeve, 1850)
- Cerithium aspersum Deshayes, 1863 => Cerithium zebrum Kiener, 1841
- Cerithium asperum Pease, 1861 => Cerithium zonatum (W. Wood, 1828)
- Cerithium attramentarium G. B. Sowerby I, 1855 => Batillaria attramentaria (G. B. Sowerby I, 1855)
- Cerithium audouini Bayle, 1880 => Cerithium munitum G. B. Sowerby II, 1855
- Cerithium auricoma Schwengel, 1940 => Cerithium guinaicum Philippi, 1849
- Cerithium australe Quoy & Gaimard, 1834 => Batillaria australis (Quoy & Gaimard, 1834)
- Cerithium baccatum Hombron & Jacquinot, 1848 => Clypeomorus batillariaeformis Habe & Kosuge, 1966
- Cerithium bacillum Issel, 1869 => Metaxia bacillum (Issel, 1869)
- Cerithium benoitianum Monterosato, 1869 => Metaxia metaxa (Delle Chiaje, 1828)
- Cerithium bermudae G. B. Sowerby II, 1865 => Cerithium lutosum Menke, 1828
- Cerithium bicarinatum Gray, 1843 => Zeacumantus lutulentus (Kiener, 1841)
- Cerithium bicinctum Jeffreys, 1867 => Cerithiella metula (Lovén, 1846)
- Cerithium bicolor C. B. Adams, 1845 => Retilaskeya bicolor (C. B. Adams, 1845)
- Cerithium bicolor Hombron & Jacquinot, 1848 => Cerithium dialeucum Philippi, 1849
- Cerithium bilineatum Hoernes, 1848 † => Dizoniopsis bilineata (Hoernes, 1848) †
- Cerithium biminiense (Pilsbry & McGinty, 1949) => Cerithium lutosum Menke, 1828
- Cerithium bituberculatum (G. B. Sowerby II, 1866) => Rhinoclavis bituberculata (G. B. Sowerby II, 1866)
- Cerithium boettgeri Icke & Martin, 1907 => Cerithium munitum G. B. Sowerby II, 1855
- Cerithium bornii G. B. Sowerby II, 1855 => Batillaria sordida (Gmelin, 1791)
- Cerithium bourguignati Locard, 1886 => Cerithium vulgatum Bruguière, 1792
- Cerithium breve Quoy & Gaimard, 1834 => Clypeomorus brevis (Quoy & Gaimard, 1834)
- Cerithium breviculum G. B. Sowerby I, 1834 => Clypeomorus subbrevicula (Oostingh, 1925)
- Cerithium callisoma Dall, 1892 => Cerithium muscarum Say, 1832
- Cerithium carbonarium Philippi, 1849 => Batillaria sordida (Gmelin, 1791)
- Cerithium caribbaeum M. Smith, 1946 => Cerithium guinaicum Philippi, 1849
- Cerithium carinatum E. A. Smith, 1872
- Cerithium charbonnieri Petit de la Saussaye, 1851
- Cerithium charcoti Lamy, 1906
- Cerithium chemnitzianumPilsbry, 1901
- Cerithium citrinoide Kobelt, 1893
- Cerithium clavis G. B. Sowerby II, 1865
- Cerithium columellare d'Orbigny, 1847
- Cerithium compositum Locard & Caziot, 1900
- Cerithium coppolae Aradas, 1870
- Cerithium cordigerum Bayle, 1880
- Cerithium coronatum G. B. Sowerby II, 1855
- Cerithium crosseanum Tiberi, 1863
- Cerithium crossii (Deshayes, 1863)
- Cerithium cumingii A. Adams, 1855
- Cerithium custos Bayle, 1880
- Cerithium cylindraceum Pease, 1869
- Cerithium cylindratum Jeffreys, 1885
- Cerithium danielsseni Friele, 1877
- Cerithium dautzenbergi Vignal, 1902
- Cerithium davoustianum Cotteau, 1854 †
- Cerithium decoratum C. B. Adams, 1850
- Cerithium desolatum Bayle, 1880
- Cerithium dichroum Melvill & Standen, 1895
- Cerithium diemenensis Quoy & Gaimard, 1834
- Cerithium dilectum (G. B. Sowerby II, 1855)
- Cerithium dislocatum Say, 1822
- Cerithium dorsuosum A. Adams, 1855
- Cerithium ebeninum Bruguière, 1792
- Cerithium echinatiformis K. Martin, 1884 †
- Cerithium elegantissmum Hedley, 1899
- Cerithium elegantulum Coen, 1925
- Cerithium elongatum Sowerby G.B. II, 1855
- Cerithium eludens Bayle, 1880
- Cerithium eriense Kiener, 1841
- Cerithium erythraeonense Lamarck, 1822
- Cerithium excavatum G.B. Sowerby II, 1865
- Cerithium excelsum Yokoyama, 1928 †
- Cerithium exiguum C. B. Adams, 1850
- Cerithium exile C. B. Adams, 1850
- Cerithium exile Hutton, 1873
- Cerithium exile Eichwald, 1829
- Cerithium fenestratum G. B. Sowerby II, 1855
- Cerithium ferrugineum Say, 1832
- Cerithium ferruginosum Perry, 1811
- Cerithium fluviatile Potiez & Michaud, 1838
- Cerithium fucatum Pease, 1861
- Cerithium fusiforme G. B. Sowerby II, 1855
- Cerithium gemma G. B. Sowerby II, 1855
- Cerithium gemmatum Watson, 1880
- Cerithium gemmuliferum E. A. Smith, 1872
- Cerithium gentile Bayle, 1880
- Cerithium georgianum Pfeffer, 1886
- Cerithium gibberosum Frauenfeld, 1867
- Cerithium gibberulum C. B. Adams, 1845
- Cerithium gourmyi Crosse, 1861
- Cerithium gracilis Philippi, 1836
- Cerithium granarium Kiener, 1842
- Cerithium granulosum Risso, 1826
- Cerithium guerrei Hébert & Eudes-Deslongchamps, 1860 †
- Cerithium haustellum Monterosato in Crema, 1903
- Cerithium hawaiensis Pilsbry & Vanatta, 1905
- Cerithium hegewischii Philippi, 1848
- Cerithium humboldtii Valenciennes, 1832
- Cerithium hymerensis Calcara, 1840
- Cerithium icarus Bayle, 1880
- Cerithium impendens Hedley, 1899
- Cerithium incisum Hombron & Jacquinot, 1848
- Cerithium inflatum Quoy & Gaimard, 1834
- Cerithium inflatum Watson, 1880
- Cerithium inscriptum Monterosato, 1884
- Cerithium insculptum G.B. Sowerby II, 1865
- Cerithium invaginatum Gould, 1849
- Cerithium inversum O. G. Costa, 1830
- Cerithium irroratum Gould, 1849
- Cerithium isselii Pagenstecher, 1877
- Cerithium jadertinum Brusina, 1865
- Cerithium janellii Hombron & Jacquinot, 1848
- Cerithium janthinum Gould, 1849
- Cerithium janus Mayer, 1870 †
- Cerithium kefersteinii Münster, 1844 †
- Cerithium kirki Hutton, 1873
- Cerithium kobelti Dunker, 1877
- Cerithium lacertinum Gould, 1861
- Cerithium laevigatum Philippi, 1844
- Cerithium laevigatum M. de Serres, 1833 sensu Philippi, 1844
- Cerithium lamarckii Valenciennes, 1832
- Cerithium latreillii Payraudeau, 1826
- Cerithium lemniscatum Quoy & Gaimard, 1834
- Cerithium leve Quoy & Gaimard, 1834
- Cerithium lima Bruguière, 1792
- Cerithium lima Bruguière, 1792 sensu Philippi, 1836
- Cerithium liouvillei Lamy, 1910
- Cerithium liratula Turton, 1932
- Cerithium luctuosum Hombron & Jacquinot, 1848
- Cerithium lutulentum Kiener, 1841
- Cerithium lutuosum
- Cerithium macrostoma Hinds, 1844
- Cerithium maculosum Mighels, 1845
- Cerithium madreporicolum
- Cerithium mamillatum Risso, 1826
- Cerithium maroccanum Bruguière, 1792
- Cerithium massiliense Locard, 1886
- Cerithium mediterraneum Deshayes, 1843
- Cerithium megasoma C. B. Adams, 1850
- Cerithium melanura C. B. Adams, 1850
- Cerithium menkei Deshayes, 1863
- Cerithium metula Lovén, 1846
- Cerithium metulatum Locard, 1886
- Cerithium microptera Kiener, 1842
- Cerithium millepunctatum Hombron & Jacquinot, 1848
- Cerithium minimum Brusina, 1865
- Cerithium mitriforme [sic]
- Cerithium moenense Gabb, 1881
- Cerithium moerchii A. Adams, 1855
- Cerithium monachum Crosse & Fischer, 1864
- Cerithium moniliferum Kiener, 1841
- Cerithium munitoides Habe, 1964
- Cerithium musiva Hombron & Jacquinot, 1848
- Cerithium mutabile C. B. Adams, 1845
- Cerithium nanum C. B. Adams, 1850
- Cerithium nanum Pallary, 1912
- Cerithium neglectum Sowerby G.B. II, 1856
- Cerithium nigrinum Philippi, 1848
- Cerithium nigrobalteatum E. A. Smith, 1884
- Cerithium nitidum G. B. Sowerby II, 1855
- Cerithium nitidum Forbes in M'Andrew & Forbes, 1847
- Cerithium nitidum Hombron & Jacquinot, 1848
- Cerithium nobile Reeve, 1855
- Cerithium nodosum Hutton, 1885 †
- Cerithium notatum Menke, 1828
- Cerithium obeliscoides Jeffreys, 1885
- Cerithium obesum G. B. Sowerby II, 1855
- Cerithium obscurum Hombron & Jacquinot, 1848
- Cerithium obtusum Lamarck, 1822
- Cerithium pacificum G. B. Sowerby I, 1834
- Cerithium pallaryi Pallary, 1912
- Cerithium pallidum Pfeiffer, 1840
- Cerithium palustre Locard & Caziot, 1900
- Cerithium patiens Bayle, 1880
- Cerithium patulum G. B. Sowerby II, 1855
- Cerithium paxillum Pease, 1861
- Cerithium payraudeauti Gaglini, 1992
- Cerithium peasi Dautzenberg & Bouge, 1933
- Cerithium pellucidum Hombron & Jacquinot, 1848
- Cerithium peruvianum d'Orbigny, 1841
- Cerithium perversum (Linnaeus, 1758)
- Cerithium pervicax Melvill, 1904
- Cerithium petrosum (Wood, 1828)
- Cerithium philippinense Cossmann, 1906
- Cerithium phylarchus Iredale, 1929
- Cerithium pictum Anton, 1838
- Cerithium piperitum G. B. Sowerby II, 1855
- Cerithium pirajni Benoit, 1843
- Cerithium planispiratum G. B. Sowerby II, 1855
- Cerithium planiusculum Kobelt, 1895
- Cerithium plicatum Bruguière, 1792 †
- Cerithium plumbeum G. B. Sowerby II, 1855
- Cerithium probleema Iredale, 1929
- Cerithium proditum Bayle, 1880
- Cerithium proditumBayle, 1880
- Cerithium proteum Jousseaume, 1931
- Cerithium protextum Conrad, 1846
- Cerithium provinciale Locard, 1886
- Cerithium pulchellum C. B. Adams, 1850
- Cerithium pulchrum A. Adams in G. B. Sowerby II, 1855
- Cerithium pulicarium Philippi, 1848
- Cerithium pullum Philippi, 1845
- Cerithium pulvis Issel, 1869
- Cerithium pupa G. B. Sowerby II, 1865
- Cerithium purpurascens G. B. Sowerby II, 1855
- Cerithium pusillum Gould, 1851
- Cerithium pusillum Pfeiffer, 1840
- Cerithium pygmaeum Philippi, 1844
- Cerithium pyramidatum Hombron & Jacquinot, 1848
- Cerithium quoyii Hombron & Jacquinot, 1848
- Cerithium rarimaculatum G. B. Sowerby II, 1855
- Cerithium recurvum Sowerby G.B. II, 1855
- Cerithium repletulum Bayle, 1880
- Cerithium requieni Locard & Caziot, 1900
- Cerithium reticulatum Totten, 1835
- Cerithium reticulatum (da Costa, 1778)
- Cerithium retiferum G. B. Sowerby II, 1855
- Cerithium rhodostoma A. Adams, 1855
- Cerithium rissoidae
- Cerithium rissoide G. B. Sowerby II, 1865
- Cerithium rissoiide
- Cerithium robustum G. B. Sowerby II, 1865
- Cerithium rugosum (Wood, 1828)
- Cerithium rugulosum C. B. Adams, 1850
- Cerithium rugulosum C. B. Adams, 1850 sensu G. B. Sowerby II, 1855
- Cerithium rupestre Risso, 1826
- Cerithium ruppelli Philippi, 1848
- Cerithium rüppelli Philippi, 1848
- Cerithium sagrae d'Orbigny, 1847
- Cerithium sandvichense Reeve, 1865
- Cerithium savignyi P. Fischer, 1865
- Cerithium sayi Gould, 1841
- Cerithium schmidti Ladd, 1972
- Cerithium sculptum Pease, 1869
- Cerithium sejunctum Iredale, 1929
- Cerithium semiferrugineum Lamarck, 1822
- Cerithium semigranosum Lamarck, 1822
- Cerithium sergentum Jousseaume, 1931
- Cerithium serotinum A. Adams, 1855
- Cerithium servaini Locard, 1886
- Cerithium sinistratum Nyst, 1835
- Cerithium siphonatum G. B. Sowerby II, 1865
- Cerithium sowerbyi Kiener, 1841
- Cerithium spathuliferum G. B. Sowerby II, 1855
- Cerithium spina H. C. Lea, 1845
- Cerithium spinigerum Martin, 1884
- Cerithium spinosum Philippi, 1836
- Cerithium splendens G. B. Sowerby II, 1855
- Cerithium stantoni Dall, 1907
- Cerithium stenodeum Locard, 1886
- Cerithium striatum Hombron & Jacquinot, 1848
- Cerithium strictum Hedley, 1899
- Cerithium strumaticum Locard, 1886
- Cerithium subbreviculum Oostingh, 1925
- Cerithium subcarinatum G. B. Sowerby II, 1855
- Cerithium subcylindricum Brusina, 1865
- Cerithium submammillatum de Rayneval & Ponzi, 1854
- Cerithium subnodosum Adams A. in Sowerby G.B. II, 1855
- Cerithium subulatum Lamarck, 1804, sensu Kiener, 1841
- Cerithium subvulgatum Locard, 1886
- Cerithium sucaradjanum Martin, 1899
- Cerithium suprasulcatum Gabb, 1873 †
- Cerithium suturale Philippi, 1849
- Cerithium suturale Risso, 1826
- Cerithium suzanna d'Orbigny, 1850 †
- Cerithium sykesi Brusina in Kobelt, 1907
- Cerithium syriacum Pallary, 1919
- Cerithium talahabense Martin, 1899
- Cerithium terebrale C. B. Adams, 1840
- Cerithium tesselatum G. B. Sowerby II, 1855
- Cerithium thaanumi Pilsbry & Vanatta, 1905
- Cerithium thomasiae G. B. Sowerby II, 1865
- Cerithium tingitanum Pallary, 1920
- Cerithium tjilonganensis K. Martin, 1899 †
- Cerithium tortuosum Locard & Caziot, 1900
- Cerithium tourannense Souleyet, 1852
- Cerithium trigonostomum Melvill, 1910
- Cerithium trilineatum Philippi, 1836
- Cerithium trimonile Michelin, 1838 †
- Cerithium triseriale Gabb, 1881
- Cerithium triviale Locard & Caziot, 1900
- Cerithium truncatum Griffith & Pidgeon, 1834
- Cerithium unicarinatum Metcalfe, 1852
- Cerithium unilineatum Pease, 1861
- Cerithium vandervlerki van der Vlerk, 1931
- Cerithium variabile C. B. Adams, 1845
- Cerithium variegatum Quoy & Gaimard, 1834
- Cerithium varium Pfeiffer, 1840
- Cerithium verecundum Melvill & Standen, 1903
- Cerithium versicolor C. B. Adams, 1850
- Cerithium vignali G. B. Sowerby III, 1912
- Cerithium violaceum Quoy & Gaimard, 1834
- Cerithium wainingoli Ladd, 1972 †
- Cerithium zonale Bruguière, 1792
- Cerithium zonale Quoy & Gaimard, 1834
- Cerithium zonatus Wood, 1828